# Carter Creek
Pour les articles homonymes, voir Carter.
Carter Creek est un ruisseau du nord-est du comté de Crawford, dans l'État du Missouri. C'est un affluent de la rivière Meramec.
Le cours supérieur du ruisseau prend sa source à environ un mile à l'est de Bourbon et coule d'est en sud-est sur environ 3,5 miles jusqu'à sa confluence avec le Meramec,.
Carter Creek porte le nom d'une famille locale.